# Três Caixas
Três Caixas (em pinyin: Sān Yuán) é um sistema da constelação chinesa formada por Púrpura Proibida, Supremo Palácio e Mercado Celestial.